# Zdzisław Wyszyński
Zdzisław Wyszyński (ur. 10 maja 1953 w Wysokiem Mazowieckiem) – polski agronom, specjalista w zakresie uprawy roślin, profesor nauk rolniczych, profesor nadzwyczajny Szkoły Głównej Gospodarstwa Wiejskiego w Warszawie, dziekan Wydziału Rolnictwa i Biologii tej uczelni (2016–2020).

## Życiorys
W 1977 ukończył studia w Szkole Głównej Gospodarstwa Wiejskiego w Warszawie. Doktoryzował się w 1986 na uczelni macierzystej na podstawie rozprawy pt. Badania nad wielkością, zmiennością plonów i jakością korzeni buraka cukrowego w rejonie wschodniej Polski, której promotorem była prof. Marianna Kalinowska-Zdun. Stopień naukowy doktora habilitowanego uzyskał w 2004 na SGGW w oparciu o pracę pt. Zmienność cech roślin buraka cukrowego w łanie oraz plonowanie i jakość korzeni pod wpływem czynników środowiskowo-agrotechnicznych. Tytuł naukowy profesora nauk rolniczych otrzymał 7 października 2010.
Zawodowo związany z SGGW, na której w 2005 objął stanowisko profesora nadzwyczajnego. W latach 2008–2016 był prodziekanem Wydziału Rolnictwa i Biologii, zaś w kadencji 2016–2020 objął funkcję dziekana tego wydziału. W latach 2013–2016 kierował Katedrą Agronomii.
W 2019 został członkiem Rady Doskonałości Naukowej I kadencji.
Specjalizuje się w uprawie roślin. Opublikował ok. 170 prac, wypromował trzech doktorów nauk. W latach 2004–2008 był przewodniczącym rady naukowej Instytutu Przemysłu Cukrowniczego. Został członkiem Polskiego Towarzystwa Agronomicznego (przewodniczył oddziałowi warszawskiemu, a także był członkiem zarządu krajowego), European Society for Agronomy oraz Komitetu Uprawy Roślin PAN.
Odznaczony Złotym Medalem za Długoletnią Służbę (2015) i Medalem Komisji Edukacji Narodowej (2016).